# Edwige Fenech

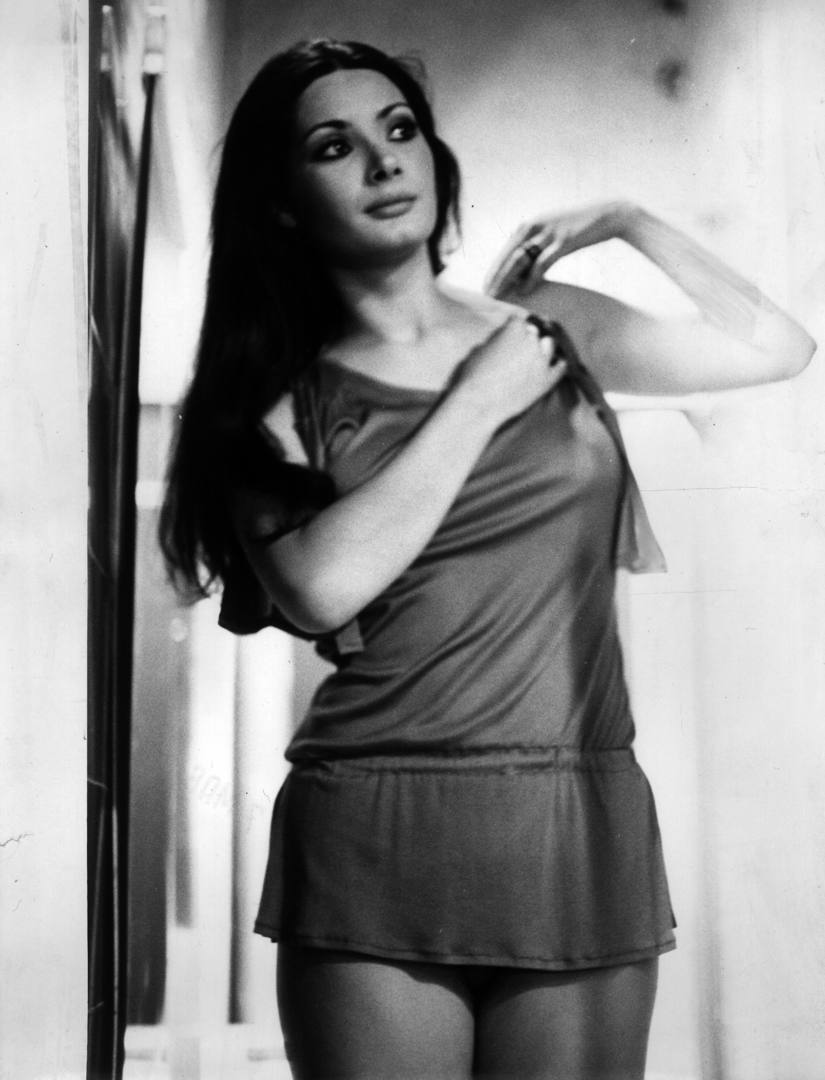
Edwige Fenech i rollen som Eva i La signora gioca bene a scopa?

Edwige Fenech, född 24 december 1948 i Annaba, Franska Algeriet, är en fransk-italiensk skådespelerska och filmproducent.

## Filmografi i urval
- 1969 – Top Sensation (roll)
- 1970 – Fem dockor i augustimånen (roll)
- 1973 – Gangster Story (roll)
- 1974 – La signora gioca bene a scopa?
- 1977 – Ökenråttornas revansch (roll)
- 1979 – Tjuven (roll)
- 1988 – Un delitto poco comune (roll)
- 1999 – Ferdinando e Carolina (producent)
- 2004 – Köpmannen i Venedig (producent)
- 2007 – Hostel: Part II (roll)
- 2010 – Gorbaciof (producent)